# Жервеза
«Жервеза» (фр. Gervaise) — фильм-драма французского режиссёра Рене Клемана. Экранизация романа Эмиля Золя «Западня». Картина удостоена более 10 престижных кинематографических наград, включая премию BAFTA за Лучший фильм и премию FIPRESCI Венецианского кинофестиваля.

## Сюжет
Пригород Парижа, 1850-е годы. Жервеза (Шелл) — молодая обаятельная женщина, страдающая лёгкой хромотой. Она приехала из провинции и, после того как её с двумя детьми бросил сожитель, вынуждена работать прачкой. Вскоре она выходит замуж за кровельщика Анри Купо (Перье), у них рождается ещё один ребёнок. Семье удаётся собрать некоторые деньги, но однажды во время работы Анри срывается с крыши, и все сбережения уходят на лечение. Старый товарищ мужа кузнец Гуже (Арден) одалживает им 500 франков, чтобы Жервеза смогла открыть свою небольшую лавку-гладильню и отказаться от непосильного труда в прачечной. Дела семьи вновь налаживаются, но Анри начинает много пить, расходуя скромные накопления в ближайшем кабачке «Западня». Обращаясь к Гуже за отсрочкой, Жервеза замечает, что тот испытывает к ней романтическую привязанность. В квартале вновь появляется Виржини́ Пуассон (Делер) — бывшая проститутка, а ныне жена местного полицейского. Она питает к Жервезе затаённую ненависть за обиду, нанесённую много лет назад.
Гуже, обвиняемый в организации стачки, получает год тюрьмы. После освобождения он, снова не добившись взаимности от Жервезы, уезжает из города в поисках работы. В Париж возвращается Лантье (Местраль), бывший сожитель Жервезы. Анри, вопреки воле жены, соглашается сдать ему комнату. В один из вечеров Лантье соблазняет Жервезу. Купо находится в состоянии беспробудного пьянства и ничего не замечает. Однажды в состоянии алкогольного психоза он устраивает в лавке полный погром, а спустя небольшое время умирает в лечебнице. Жервеза, оставленная всеми, растерявшая клиентов, начинает выпивать и очень скоро теряет человеческий облик. Брошенная ею дочка Нана выходит из кабачка «Западня» и присоединяется к другим маленьким беспризорникам Монмартра.

## В ролях
- Мария Шелл — Жервеза
- Франсуа Перье — Анри Купо, её муж, кровельщик
- Жак Арден — Гуже, кузнец
- Сюзи Делер — Виржини́ Пуассон
- Арман Местраль — Лантье, бывший сожитель Жервезы
- Яни Хольт — мадам Лорилле, сестра Анри
- Рашель Девирис — мадам Фоконнье

## Оценки
Сам Рене Клеман свою экранизацию романа Золя называл «натуралистически документальной». По мнению Зигфрида Кракауэра этот фильм является примером удачной экранизации, что во многом было обусловлено кинематографичностью литературного источника. По его мнению авторы (сценаристы и режиссёр) «сумели проникнуть в психологические сферы глубже самого Золя, не отступая при этом от созданного автором материального мира романа». К наиболее значительным отличиям от романа Золя критик относит элементы социально-разоблачительного характера и вместо этого «сосредоточили внимание на героических попытках Жервезы устоять перед разлагающим влиянием своей среды». Таким образом авторы фильма «создали героиню, обладающую несколько более глубокими человеческими чувствами, чем выведенная в романе».
Исследователи находят в картине также некоторые переклички с итальянским неореализмом, что позволило польскому критику Янушу Газда даже назвать свою статью о фильме Клемана — «Золя и неореализм» («Fllm». Warszawa, 1958, N 15). Советский биограф режиссёра Турицин В. Н. писал по этому поводу: 
Итальянцы черпали вдохновение, разумеется, не из теорий натурализма, а из собственной жизни (война, кризис авторитетов, подъём народных сил). Но всё же между романами Золя и фильмами Росселлини, Висконти или Де Сантиса, восходящими некоторыми гранями к отечественному варианту натурализма — веризму, есть нечто общее. Оно — в почти хроникёрской страстности, в основательности зарисовок жизненных будней. В свою очередь фильм Клемана вызывает „итальянские“ ассоциации.
Критики также находили несоответствие образа главной героини созданного швейцарской актрисой Марией Шелл и Жервезой из романа Золя. По некоторым сообщениям прессы известно, что Клеман не был вполне доволен актрисой, которую к тому же выбрал продюсер. По мнению японского киноведа А. Ивасаки в связи с тем, что актриса в фильме по-немецки рассудочна и хладнокровна она ни по своему темпераменту, ни чертами характера при всём желании не могла бы стать подлинной Жервезой из романа Золя — «парижанкой, матерью Нана»:
Хорошо получилась лишь одна сторона образа: труженица, но в Шелл нет совершенно волнующей мужчину чувственности, которая обычно бывает у женщины, переходящей, из рук одного мужчины к другому. Нет в ней и чувственности, которая волновала бы её самое. История, рассказанная в „Западне“, не может вызвать сочувствия, пока в ней нет Жервезы, недалекой и чувственной женщины в духе Мерилин Монро.

## Награды (избранные)
- 1956 год — Венецианский кинофестиваль: приз FIPRESCI за режиссуру (Клеман), New Cinema Award и Volpi Cup (обе — Шелл). Номинация картины на премию Золотой лев.
- 1956 год — Бэмби: Лучшая немецкая актриса (Шелл)[5].
- 1957 год — премия BAFTA: за Лучший фильм, Лучший иностранный актёр (Перье). Номинация на премию Лучшей иностранной актрисе (Шелл).
- 1957 год — номинация на премию «Оскар» за Лучший фильм на иностранном языке.

## Самый дорогой фильм
С учётом инфляции, стоимость производства составила 214 миллионов долларов в ценах 2012 года. Таким образом, «Жервеза» является самым дорогим фильмом, снятым за пределами США, и занимает 14-е место в списке самых дорогих фильмов в истории (по состоянию на начало 2014 года).